# Baál

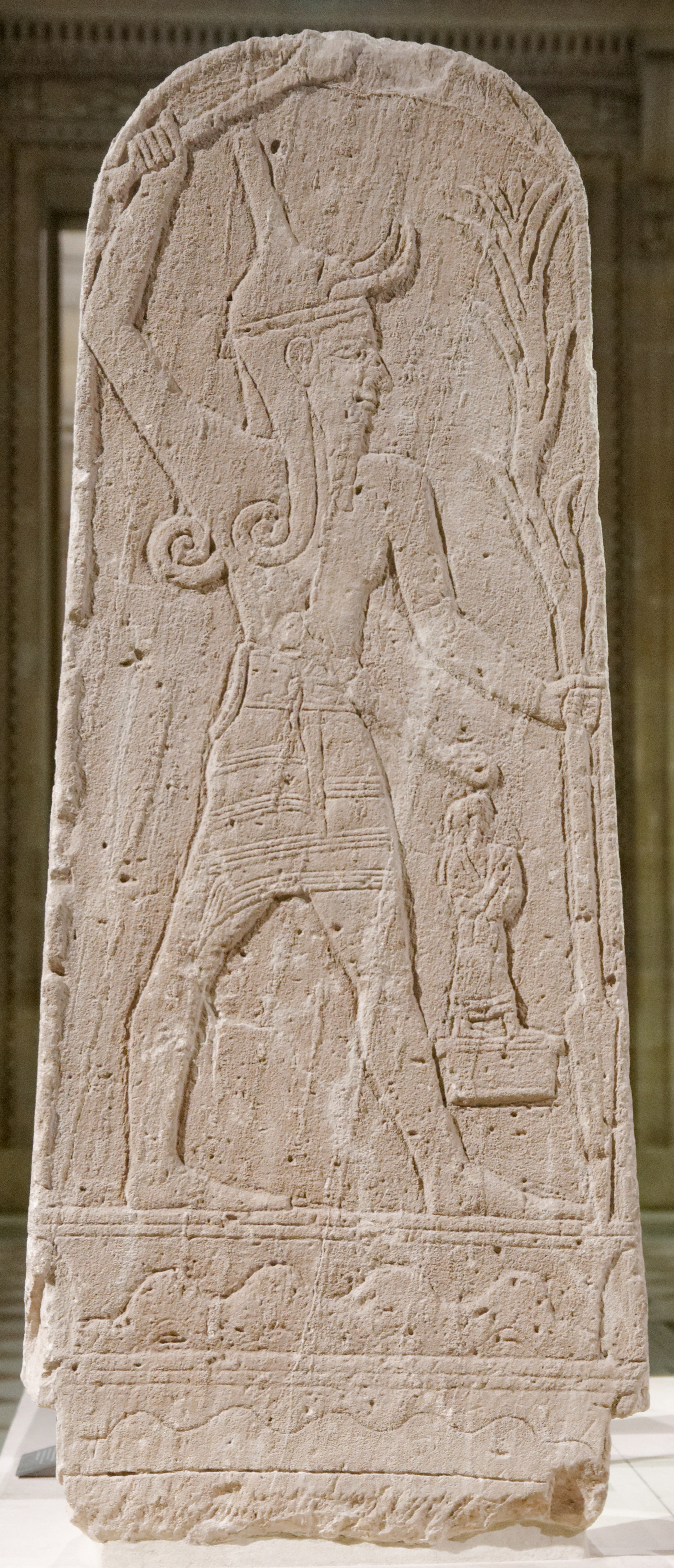
A villámló Baál, Ugarit

Baál (Ba`al, héber: בעל) az ókori kánaáni kultúrkör vihar-, eső- és termékenységistene, jelentése 'úr, uralkodó, férj'. Az Amarna-levelekben valamint az ugariti irodalomban Addu/Haddu viharistennel azonos. Dágón isten valamint Él isten (a kánaáni panteon feje) fiaként is megjelenik nyugati sémi népeknél.
Neve valószínűleg az akkád baʾlişapûna nevű hegyből (Hazzi-hegy) ered, a későbbiekben is ezt a hegyormot Baál hegyeként tisztelték.
A kánaánita területeken városonként, régiónként eltérő megnevezését használták. Egyes kutatók szerint a Baál megnevezés pusztán Addu/Haddu főisten előneveként szolgált, amelynek használata azért terjedt el, mert az istenség valódi nevét csak papok mondhatták ki.
Baál kultikus állata a bika. A Héber Bibliában JHVH (Jahve) ellenfeleként jelenik meg.
A rasz szamrai (ugariti) szövegekből tudható, hogy Baál a hatalmas viharisten, legyőzi a tengeristent, Jammot és a sárkányszörnyet, Lotant (a Bibliában Leviatánként jelenik meg(Jób 41,1)). Majd Móttal, az alvilág istenével való csata során meghal, de testvére és hitvese, Anat fel tudja éleszteni. A halott és újjáéledt isten mítosza összhangban van a természet termékenység és terméketlenség ciklusaival.

## Nevei és jellemzői
Baál (Ba`al, héber: בעל) nevének jelentése: 'úr, uralkodó, férj'. A név a Bibliában 90 alkalommal fordul elő különböző kontextusokban.
Az ugariti mitológiai szövegek az egyik legfontosabb istenként mutatják be az ugariti pantheonban; ezen felül mind a Héber Bibliában, mind az ugariti szövegekben előfordul a név többesszámú változata (ugariti: b`lm), ami arra utal, hogy kisebb helyi istenségeket is így jelölhettek. Helyi kultuszokra utalnak a Baál-Berit, Baál-Gad és Baál-Hermon összetételek.
A Baál nevet az Amarna-levelek az Addu istennévvel használják együtt („Én Baálom, én Addum”), hasonlóan az ugariti szövegekhez, amelyek Haddu (hd) istent szólítják így. Mivel Addu/Haddu viharistennel a kelet-sémi népeknél is találkozunk (akkád: Adad, Addu, feltehetően a sumer ad-da „atya” szóból eredően), ezért a Baál név a későbbi nyugat-sémi vallásfejlődés eredménye lehet. Kultikus állatát, a bikát is Adadtól örökölte, párhuzamban az anatóliai és krétai viharisten/bikakultusz kombinációkkal. Személyéhez az éltető eső mellett a pusztító vihart is kapcsolták.
Baál gyakorta melléknevekkel együtt fordul elő az ugariti szövegekben ilyenek például: „Hatalmas Baál” (’aliyn b`l) és „Herceg, a Föld Ura” (zbl b`l ars). Ez utóbbi a Héber Bibliában is megjelenik Baal-Zebub formában (2Kir 1:2), de az Újszövetség (Máté 10:25, 12:24) Baal-Zebul formát is megőrizte. További attribútuma a „felhőn lovagló” (ugariti: rkb `rpt), amely a Zsoltárok 68:5-ben cseng vissza.
Palotája a Zafon-hegyen helyezkedett el, ami Ugarittól 50 km távolságra van, és a mai dzsebel el-Aqra`-heggyel azonosítják.
A Baál-Zafón névegyüttes az egyiptomi és akkád szövegekben is előfordul, és egy akkád nyelvű ugariti istenkatalógusban Baál-Zafón mint „viharisten, Hazi hegy ura” (dIM be-el huršan ha-zi) szerepel, Haz(z)i pedig a Zafon-hegy hurrita elnevezése.
A Baál-ciklus  hosszasan számol be Baál Zafon-hegyi palotájának építéséről és felavatásáról. A kánaánita térségben ezen felül gyakran jelenik meg bibliai helységnevek előtagjaként is (Baál-Haczor, Baál-Hamon). Feltételezhető, hogy számos Baálnak dedikált templom és kultuszhely létezett; és erre utalnak az ugariti fellegvárban talált nyugati templomon túli fentebb említett helységnevek is.
Baál a kánaánita mitológiában leggyakrabban Dágón isten fiaként, de esetenként Él fiaként is megjelenik. Személyéhez az éltető eső mellett a pusztító vihart is kapcsolták. A név női formában is előfordul, mint Baálat istennő („úrnő”). 
Az ugariti Baál-ciklusokban erőszakos, háborús istennőként megjelenő Szűz Anat (btlt `nt) Baál húga; vita tárgya, hogy a szeretője-e is. Baál szent állata a bika, és így jelképei a sisak bikaszarvval és a kezében tartott villám. A hellenizmus idején Zeusz és Jupiter istenekkel azonosították.

## Baál ábrázolása az ugariti irodalomban
Baál küzdelmeit az ugariti Baál-ciklus eleveníti fel. Az eposz kezdetén Baal legyőzi a tenger istenét Jammot és Lotant (a bibliai Leviatánt), a hét fejű tengeri szörnyet is. Feltehetően emiatt lett kiemelkedő helye az istenek között. A szövegek azt is sejtetik, hogy ez az ütközet az Él és Baál közötti konfliktust fejezik ki, mivel Jamm a tiszteletreméltó Él bajnoka/védelmezője volt. A bibliai utalások az YHWH tenger feletti győzelméről (Ézs. 27,1; Ezék. 29,3-5; Náh. 1,4; Hab. 3,8) a régi, Baálról szóló hőstetteket őrzik.
A győzelem után Baál panaszkodik Anat istennőnek, hogy minden istennek van palotája vagy udvara, csak neki nincs. Ezért Anat ráveszi Élt, hogy engedélyezze Baálnak a palota építését. A palota a Zafon-hegyen épül fel, eredetileg ablakok nélkül, mivel Baál tartott attól, Jamm megtámadja az ablakon keresztül. A Jamm fölött aratott győzelmet követően azonban beleegyezett, hogy a palota építője, Kothar-wa-Khasis ablakot nyisson a palotán, amelyen keresztül esőt tud bocsátani a földekre.
Ezt követően Baál követeket küld a halál istenéhez (vagy magához a megszemélyesített halálhoz), Móthoz, vacsorára invitálva őt. Mót válaszában megfenyegeti Baált, hogy összezúzza az egeket és darabokra tépi, majd darabonként felfalja őt. Ezt követően mindketten megjelennek Él színe előtt, ahol Šapaš napistennő azt javasolja Baálnak, hogy küldjön maga helyett egy helyettest, akit Mót megehet. Ez meg is történik, és a következő amit megtudunk, az a Baál haláláról való jelentés. Anat (Baál lánytestvére és felesége), valamint Él gyászolnak. Anat Šapaš, a nap-istennő segítségével, megtalálja Baál testét és eltemeti Zafon-hegyen.
A szöveg további részében Anat követeli Móttól testvére feltámasztását, aki nem enged a kérésnek. Erre Anat feldarabolja Mótot, a darabjait elégeti és a madaraknak adja. Ezt követően Anat visszatér Élhez, aki közli vele, hogy álmot látott, amely szerint Baál életben van. Röviddel ezután maga Baál is visszatér, és újabb harcba keveredik a feltámadt Móttal, akit azonban Šapaš tájékoztat arról, hogy esélytelen Baállal szemben, mivel most Él is mellette áll. Ezért Mót megadja magát, és elismeri Baál királyi hatalmát. Innen eredeztetik, hogy Baál, aki az életet adó esőt hozza, képes visszatartani Mótot, aki az aszályt, a terméketlenséget és a halált képviseli.

## Baál és Jahve
Baál kultusza a kánaáni területeken erősen kapcsolódott a földműveléshez, amely az eső rendszerességétől és mennyiségétől függött, Egyiptommal és Mezopotámiával ellentétben, ahol a földet öntözéssel és árasztással művelték. A hétéves aszályról tudósító bibliai történetek (1Móz 41, 2Sám 1:21) arról árulkodnak, hogy a tartós aszály éhínséghez és társadalmi katasztrófához vezetett; amire az ugariti Baál-ciklus is utal (Baál föld alatti elrejtőzése és Mót győzelme). Az Ígéret Földje főként az Égnek esőjével táplálkozott (Deut. 11,10-11), ahol ezért Baál, mint termékenységisten különösen fontos szereppel bírt.
A Biblia Baált úgy mutatja be, mint JHVH legnagyobb ellenfele. Izrael népét már a Kánaánba való bevonulás előtt áldoztak Baál-Peórnak (Num. 25,1-9), amivel bűnt követtek el. A Bírák Könyvében gyakran elhagyják Jahvét, Baálért vagy Aseráért.
A Baál-kultusz a tetőpontját Aháb király és felesége, Jézabel uralkodása alatt érte el. Ebben az időben lépett fel Illés próféta, aki JHVH parancsára kihívta Baál papjait, hogy mindenki számára kiderüljön, JHVH vagy Baál-e az eső forrása. A Kármel-hegyi tűzpróba során, Baál papjai kudarcot vallanak, és bebizonyosodik Baál tehetetlensége (1 Kir. 18). Néhány évvel később, Jéhu lerombolja a Szamáriában lévő Baál-szentélyt, és megöli papjait és követőit (2 Kir. 10). A bibliai narratíva szerint Jósiás reformjai végleg megszüntették Baál kultuszát (2 Kir. 23,4-5). ). 
A filológiai kutatások és tárgyi leletek (pl. a Kuntillet Ajrud-i lelet, amely szerint Astarté JHWH felesége) alapján azonban valószínűsíthető, hogy a Baál-kultusz még a 7. században is virágzott. Jeremiás 19:5kk szerint Júda pusztulása egyenesen a kiterjedt Baál-kultusznak köszönhető.
A Héber Bibliában Jahve Baál számos jelzőjét átveszi, pl. felhőkön lovagló (Zolt 68:5), amikor elindul Széírből, akkor elolvad a hegy (Bír 5:4), illetve legyőzi a tengeri szörnyet (Zsolt 74,14); mégis ádáz ellenségekké válnak, ami érdekes jelenség annak a fényében, hogy ugyanakkor Él isten teljes attribútum-készletét, sőt a nevét is magába olvasztotta, beleértve a különböző Él-kultuszokat is (Él-Bétél, Él-Saddaj, Él-Eljón). Ennek az oka az lehet, hogy a monoteizmus felé mutató Jáhve-kultusz karaktere összefért az egész világ felett uralkodó Él karakterével, de nem fért össze a más istenekkel hadakozó, vereséget is elszenvedő, vagy akár meg is haló istenek képével.

## Bibliai források
- 4 Mózes 25,1-9
- 5 Mózes 11,10-11
- Bírák 2,11; 2,13; 3,1; 3,7; 8;33
- 1 Királyok 18
- 2 Királyok 10; 23,4-5
- Jób 41,1
- Ézsaiás 27,1; 51,9
- Ezékiel 29,3-5
- Náhum 1,4
- Habakuk 3,8

## Populáris kultúra
- Ba'al a Csillagkapu sorozatban az egyik legfontosabb goa’uld rendszerúr. A sorozat 15 epizódjában szerepel, karakterét Cliff Simon jeleníti meg.[16]
- A Diablo II: Lord of Destruction című játékban Baal, „a pusztítás ura” a főellenség.
- A Forgotten Realms világában Bhaal „a gyilkosság istene”, a Baldur’s Gate és Baldur’s Gate II: Shadows of Amn játékokban a főszereplő apja (potenciálisan a Baldur’s Gate III játékban is, a játékos választásaitól függően)

## Szakirodalom
- Albright, W. F., Yahweh and the Gods of Canaan (London: University of London, 1968)
- Lewis, Theodore J., „The Identity and Function of El/Baal Berith”, Journal of Biblical Literature, vol. 115. No. 3 pp. 401–423 (Athens: University of Georgia, 1996)
- Metzger, Bruce M., ed., „Baal”, in: The Oxford Companion of the Bible (Oxford: Oxford Unity Press, 1993) pp. 70–71
- H. Pope, Marvin, ed., „Baal”, in: Encyclopaedia Judaica, vol. 4 (Jerusalem: Keter, 1972) col.3* 12
- Van der Toorn, Karl; Becking, Bob; W. van der Horst, Pieter, ed., „Baal”, in: Dictionary of Deities and Demons in the Bible DDD (Cambridge: William B. Eerdmans Publishing Company, 1999) pp. 132–139
- Marvin H. Pope, „Baal Worship”, in: Jewish Virtual Library (American* Israeli Cooperative Enterprise)(http://www.jewishvirtuallibrary.org/jsource/judaica/ejud_0002_0003_0_01786.html 2014/03/17)
- Hefner, Alan G., „Baal”, in: Encyclopedia Mythica (http://www.pantheon.org/articles/b/baal.html, 2014/03/17)
- Karasszon István, Az óizraeli vallás. Budapest: Budapesti Református Teológiai Akadémia, 1994. p. 15.